# كأس ملك إسبانيا 1944
كأس ملك إسبانيا 1944 (بالإسبانية: Copa del Generalísimo de fútbol 1944)‏ هو موسم من كأس ملك إسبانيا. أقيم بتاريخ 1944، وفاز فيه أتلتيك بيلباو.